# Короткий разгибатель большого пальца стопы
Короткий разгибатель большого пальца стопы (лат. Musculus extensor hallucis brevis) — мышца тыла стопы.
Лежит кнутри от короткого разгибателя пальцев (лат. M. extensor digitorum brevis). Начинается от верхней поверхности передней части пяточной кости и, направляясь вперёд и медиально, переходит в сухожилие, прикрепляющееся к основанию проксимальной фаланги большого пальца. В дистальном отделе сухожилие срастается с сухожилием длинного разгибателя большого пальца (лат. Musculus extensor hallucis longus) принимая участие в образовании тыльной фасции стопы.

## Функция
Разгибает большой палец стопы.